# Jonathan Marwil
Jonathan L. Marwil (* 1. Februar 1940 in Detroit) ist ein US-amerikanischer Historiker.

## Leben
Er erwarb 1961 den B.A. (Elizabethan England and the past. A study in the history) an der Brandeis University, 1965 den M.A. an der Yale University und 1970 den Ph.D. (Bacon in 1621. Potestas Verborum) an der University of Michigan. Er lehrte am English Department der Wayne State University (Instructor 1966–1970; Assistant Professor 1971–1973) und seit 1973 am History Department der University of Michigan.

## Schriften (Auswahl)
- The trials of counsel Francis Bacon in 1621. Detroit 1976, ISBN 0-8143-1549-6.
- Frederic Manning. An unfinished life. Durham 1988, ISBN 0-8223-0803-7. archive.org
- A history of Ann Arbor. Ann Arbor 1990, ISBN 0-472-09463-7.
- Visiting modern war in Risorgimento Italy. New York 2010, ISBN 978-0-230-10813-4. Rezension, Rezension